# Michał Jacaszek
Michał Jacaszek (ur. 19 maja 1972) – polski artysta dźwiękowy, producent muzyczny, autor eksperymentalnej muzyki elektroakustycznej.

## Życiorys
Ukończył studia na Wydziale Konserwacji Zabytków Uniwersytetu Mikołaja Kopernika w Toruniu.
W 1997 związał się z tamtejszym Radiem Sfera, gdzie realizował autorską audycję, w której podkładał własną muzykę do recytowanych przez przyjaciół poetów tekstów. Za jego oficjalny debiut dźwiękowy uznaje się powstałą we współpracy z poetą Waldemarem Ślefarskim płytę Waldemar Ślefarski – wiersze zmieszane 1996-99 (1999). W 2004 nakładem Gusstaff Rec. wydał płytę Lo-Fi Stories, efekt zainteresowania autora estetyką starych, wydawanych na płytach winylowych i magnetofonach szpulowych bajek. Michał Jacaszek wykształcił niekonwencjonalne metody samplingu, korzystając z archaicznych nagrań i dźwięków wydawanych przez zabawki, instrumenty i szczątki znalezionych mechanizmów, nazywając tę technikę „muzykotroniką”.
W 2005 na polskim i zagranicznym rynku ukazał się album Sequel, nagrany wspólnie z poetką i wokalistką Miłką Malzahn. Materiał zawarty na tej płycie był całkiem odmienny, Michał Jacaszek zaangażował do projektu muzyków (tj. Tomasz Organek, Anna Łopuska, Michał Bryndal), osadzając poetycki tekst w retro-jazzowej, triphopowej konwencji estetycznej. W 2006 wziął udział w projekcie Stefana Wesołowskiego, pt. Kompleta, który łączył tekst modlitwy brewiarzowej śpiewanej przez dwoje wokalistów z towarzyszeniem kwartetu smyczkowego i elektroniki. Udział w tym przedsięwzięciu zainspirował Jacaszka do całkowitego porzucenia dotychczasowej estetyki i skupienia się na współczesnym reinterpretowaniu muzyki klasycznej.    
We współpracy ze Stefanem Wesołowskim i z pomocą muzyków biorących udział przy realizacji Komplety - Mają Siemińską i Anną Śmiszek-Wesołowską, Michał Jacaszek nagrał swój nowy album, pt. Treny, którego premiera miała miejsce na początku marca 2008. Jacaszek dołączył do projektu Tomasza Budzyńskiego i Mikołaja Trzaski. Trio zadebiutowało koncertowo 2 lipca 2014 w Centrum Sztuki Współczesnej „Łaźnia”, a 12 lipca w Krakowie w ramach projektu Męskie Granie. Trio przyjęło nazwę Rimbaud, a płytę o tej samej nazwie wydało Gusstaff Records 5 czerwca 2015. W 2016 w ramach koncertu „Dekonstrukcja Legendy. Prolog Jarocin Festiwal 2016” Jacaszek i Budzyński spotkali się by zaprezentować elektroniczne aranżacje utworów z drugiej płyty Armii Legenda. Owocem tego spotkania stanowi reinterpretacja muzyczna w formie LP tego kultowego albumu.    
Mieszka i tworzy w Gdańsku, ma żonę i trójkę dzieci.

## Dyskografia
- Jacaszek Lo-Fi Stories (Gusstaff Rec. 2004)
- Jacaszek / Miłka: Sequel (Gusstaff Rec. 2005)
- Różni artyści: Blues... is number one (Gusstaff Rec. 2006)
- Jacaszek Treny (Gusstaff Rec., Miasmah Rec. 2008)
- Jacaszek Pentral (Gusstaff Rec., 2009)
- Jacaszek Glimmer (Gusstaff Rec., 2011)
- Jacaszek Pieśni (NCK, 2013)
- Jacaszek Catalogue des Arbres (Touch 2014)
- Jacaszek Kwiaty (Ghostly International, Requiem Records 2017)
- Jacaszek Music For Film (Ghostly International, 2020)

## Inne projekty
- Waldemar Ślefarski – wiersze zmieszane 1996-99 (1999)
- Jacaszek: Lem Konzept (2005)
- Stefan Wesołowski: Kompleta (2006)
- Sala samobójców – muzyka
- Rimbaud – muzyczne przestrzenie do tekstów Arthura Rimbauda stworzone wspólnie z Mikołajem Trzaską i Tomaszem Budzyńskim (2015)
- Jacaszek, Budzyński: rekonstrukcja płyty zespołu Armia Legenda (NCK, 2017)
- Tomasz Budzyński, Dariusz Budkiewicz, Michał Jacaszek i Rafał Nowak: „Stutthof. Apel Cieni” (Muzeum Stutthof w Sztutowie, 2019)